# Tivadar Kanizsa
Tivadar Kanizsa (Debrecen, 4 april 1933 - Jásztelek, 4 november 1975) was een Hongaars waterpolospeler.
Tivadar Kanizsa nam als waterpoloër driemaal deel aan de Olympische Spelen in 1956, 1960 en 1964. Tijdens de finale ronde van het toernooi van 1956 nam hij deel aan de bloed-in-het-waterwedstrijd. Hij veroverde tweemaal een gouden en eenmaal een bronzen medaille.
In de competitie kwam Kanizsa uit voor Szolnoki Dózsa.
Antal Bolvári · 
Ottó Boros · 
Dezső Gyarmati · 
István Hevesi · 
László Jeney · 
Tivadar Kanizsa · 
György Kárpáti · 
Kálmán Markovits · 
Mihály Mayer · 
István Szívós sr. · 
Ervin Zádor
András Bodnár · 
Ottó Boros · 
Zoltán Dömötör · 
László Felkai · 
Dezső Gyarmati · 
István Hevesi · 
László Jeney · 
Tivadar Kanizsa · 
György Kárpáti · 
András Katona · 
János Konrád · 
Kálmán Markovits · 
Mihály Mayer · 
Péter Rusorán
Miklós Ambrus · 
András Bodnár · 
Ottó Boros · 
Zoltán Dömötör · 
László Felkai · 
Dezső Gyarmati · 
Tivadar Kanizsa · 
György Kárpáti · 
János Konrád · 
Mihály Mayer · 
Dénes Pócsik · 
Péter Rusorán